# فاطمه حقیقت‌جو
فاطمه حقیقت‌جو (زادهٔ ‎۸ دی ۱۳۴۷ در جنوب تهران) فعال سیاسی و نمایندهٔ اصلاح‌طلب دوره ششم مجلس شورای اسلامی،
عضو شورای مرکزی جبهه مشارکت ایران اسلامی و اولین رئیس شاخه جوانان این حزب اصلاح‌طلب بود. او دارای دکترای مشاوره، پژوهشگر و مدرس دانشگاه‌های تهران و مراکز آموزش عالی فرهنگیان، نایب رئیس انجمن مشاوره ایران با ده سال سابقه در پست‌های امور تربیتی و مشاوره آموزش و پرورش، عضو انجمن اسلامی دانشجویان دانشگاه تربیت معلم تهران و دو دوره عضو شورای مرکزی اتحادیه انجمن‌های اسلامی دانشجویان (دفتر تحکیم وحدت) بوده‌است.

## مجلس ششم
حقیقت‌جو اولین نماینده مجلس ششم بود که در جریان تحصن و استعفای جمعی از نمایندگان مجلس ششم در اعتراض به مواردی از جمله رد صلاحیت‌های گسترده به‌وسیله شورای نگهبان در انتخابات مجلس هفتم (اسفند ۱۳۸۲) استعفایش توسط اعضای این مجلس در تاریخ ۴ اسفند ۱۳۸۲ پذیرفته شد. نماینده تهران در دفاع از استعفای خود گفت: 
چون دیگر امکان تداوم عمل به قسم نمایندگی برای این جانب وجود ندارد حضور در خانه ملت دیگر برایم افتخاری محسوب نمی‌شود لذا با استعفا اعتراض خود را نسبت به روند ناصواب نهادهای انتصابی و روند برگزاری انتخابات اسفند ۸۲ اعلام می‌دارم.
حقیقت‌جو در سال ۱۳۸۰ در دادگاهی به ریاست سعید مرتضوی به بیست ماه زندان محکوم شد که در دادگاه تجدید نظر به ریاست احمد زرگر به هفده ماه کاهش یافت.

## زندگی شخصی
حقیقت‌جو پس از پایان دوره نمایندگی در سال ۱۳۸۴ به آمریکا مهاجرت کرد. او در مصاحبه با رادیو فردا گفت: «سیزده سال در ازدواج مردی بوده و سپس طلاق گرفته و بعدا با مردی بدون این که با او ازدواج کند دارد زندگی می‌کند.» او در فروردین ۱۳۹۷ اعلام کرد با این‌ که مسلمان است: «در حمایت از حقوق زنان و مخالفت با خشونت و زندان علیه زنانی که مخالف حجاب اجباری هستند کشف حجاب کرده‌است»